# Пенка Яръмлъкова
Пенка Николова Яръмлъкова е българска лекарка кардиоложка с научни приноси в медицината.

## Биография
Родена е на 12 декември 1932 г. в село Черганово, в семейството на Иванка и Никола Минчев Коджаиванов. Завършва гимназия в Казанлък, а след това медицина в София с отличен успех (1957 г.). Назначена е за участъков педиатър в Казанлък и за 3 години успява да сниши детската заболеваемост и смъртност в участъка си. След това, тъй като е омъжена за столичен адвокат, се премества там и работи като участъков терапевт в III поликлиника, ординатор в Обединената болница в София, ординатор в неврологичната клиника към ВВМИ. Придобива три специалности – вътрешни болести, неврология и кардиология. През 1967 г. спечелва конкурс за научен сътрудник в Националния център по физикално лечение и рехабилитация.
През 1968 г. въвежда за пръв път в България велоергометрията като високоспециализирана дейност за диагностика и отчитане на ефективността от лечението в клиничната медицина. С въведената методика се слага началото на диагностиката на кръвооросяването на сърдечния мускул - тема, по която защитава докторска дисертация през 1991 г.
През 1994 г. е избрана за директор на Националния център по физикално лечение и рехабилитация. По нейна инициатива се развива електролечението и светлолечението, обръща се силно внимание на кинезитерапията и рефлексотерапията – лазерната терапия, лазеропунктурата, електропунктурата. Полага усилия да запази от насилствено отнемане на апетитни терени от поземления и сграден фонд на рехабилитационните комплекси в Овча купел и Горна баня.
Важен научен принос на проф. Яръмлъкова е разработването на диагнозата на болестта на Бехтерев, нейното лечение и рехабилитация. Има заслуги в областта на рехабилитационната кардиология след миокарден инфаркт при стационарни и амбулаторни условия в клиниката на Националния институт по курортология и физиотерапия и рехабилитация във Варна и среднопланинския филиал в Куртово.
Наред с научната и преподавателска дейност има значителна внедрителска дейност в България и чужбина.
Рецензира трудове на проф. д-р Явор Въжаров, проф. Василка Часовникарова, проф. д-р Янка Дафинова, проф. д-р Тройчо Троев, проф. Светла Грънчарова и на проф. Иван Петков от Националната спортна академия.
Има над 200 публикации, от които 35 в чужбина с над 70 цитирания в монографи, дисертации и списания.
Проф. Яръмлъкова е национален секретар на международната организация за рехабилитация – Rehabilition Internacional.
Женена е за Стефан Тотев Яръмлъков, техен син е арх. Николай Яръмлъков.

## Книги
- Беседи за здравето номер 5: Върху едно по-рядко заболяване на гръбначния стълб (1972)
- Курортните фактори в профилактиката и рехабилитацията на болни от исхемична болест на сърцето (1990)
- Исхемична болест на сърцето. Профилактика, лечение и рехабилитация в курортите (2002)
- Болест на Бехтерев (2003)